# 中華民國109年全民運動會民俗體育比賽
中華民國109年全民運動會民俗體育比賽區分男子及女子組，共產生五百面金牌
，賽事於109年10月18日至10月19日在花蓮縣立宜昌國民中學體育館舉行。

在全民運動會籌備會、中華民國民俗體育運動協會指導下，由中華民國民俗體育運動協會負責民俗體育競賽各項技術工作。

## 比賽指導單位
中華民國民俗體育運動協會

## 競賽資訊[a 1]

### 大會日期
中華民國 109 年 10 月 17 日（星期六）至 22 日（ 星期四）。

### 比賽日程
109 年 10 月 10 月 18 日（星期日）至 10 月 19 日（星期一）計 2 天。

### 比賽場地
花蓮縣立宜昌國民中學體育館（花蓮縣吉安鄉宜昌一街 41 號）。

### 比賽項目
| 男子組比賽項目 | 男子組比賽項目         | 女子組比賽項目 | 女子組比賽項目     |
| 踢毽           | 個人賽、雙人對抗賽     | 踢毽           | 個人賽、雙人對抗   |
| 跳繩           | 個人賽、限時計次團體賽 | 跳繩           | 個人賽、限時計次團 |
| 扯鈴           | 個人賽、團體賽         | 扯鈴           | 個人賽、團體賽     |
| 陀螺           | 團體花式賽             | 陀螺           | 團體花式賽         |

### 比賽時程
| 日期                    | 時間  | 組別   | 賽別 | 項目               | 備註          |
| 10月18日 乙場地宜昌國小 | 08:30 | 男子組 | 預賽 | 跳繩個人賽         | 預賽9隊取7隊  |
| 10月18日                | 09:00 | 女子組 | 預賽 | 跳繩限時計次團體賽 | 預賽10隊取8隊 |
| 10月18日                | 09:40 | 男子組 | 預賽 | 跳繩限時計次團體賽 | 預賽9隊取7隊  |
| 10月18日                | 10:10 | 女子組 | 決賽 | 跳繩個人賽         | 決賽8隊取6隊  |
| 10月18日                | 10:40 | 男子組 | 決賽 | 跳繩個人賽         | 決賽7隊取7隊  |
| 10月18日                | 11:10 | 女子組 | 決賽 | 跳繩限時計次團體賽 | 決賽8隊取8隊  |
| 10月18日                | 11:35 | 男子組 | 決賽 | 跳繩限時計次團體賽 | 決賽7隊取7隊  |
| 10月18日                | 13:30 | 男子組 | 決賽 | 踢毽個人賽         | 決賽5隊取3隊  |
| 10月18日                | 14:00 | 女子組 | 決賽 | 踢毽個人賽         | 決賽5隊取3隊  |
| 10月18日                | 14:20 | 女子組 | 決賽 | 踢毽雙人對抗賽     | 決賽6隊取4隊  |
| 10月18日                | 15:00 | 男子組 | 決賽 | 踢毽雙人對抗賽     | 決賽5隊取3隊  |
| 10月18日 甲場地宜昌國中 | 08:30 | 女子組 | 預賽 | 扯鈴個人賽         | 預賽11隊取8隊 |
| 10月18日                | 09:40 | 男子組 | 預賽 | 扯鈴個人賽         | 預賽12隊取8隊 |
| 10月18日                | 11:00 | 男子組 | 預賽 | 扯鈴團體賽         | 預賽10隊取8隊 |
| 10月18日                | 13:30 | 女子組 | 決賽 | 扯鈴個人賽         | 決賽8隊取8隊  |
| 10月18日                | 14:10 | 男子組 | 決賽 | 扯鈴個人賽         | 決賽8隊取8隊  |
| 10月18日                | 14:50 | 女子組 | 決賽 | 扯鈴團體賽         | 決賽7隊取5隊  |
| 10月18日                | 16:00 | 男子組 | 決賽 | 扯鈴團體賽         | 決賽8隊取8隊  |

## 裁判名單[a 1]
| 職務           | 姓名                                                         |
| -------------- | ------------------------------------------------------------ |
| 審判委員召集人 | 廖達鵬                                                       |
| 審判委員       | 廖達鵬、 許萬華、 林奇佐、 杜榮峰、 林 豪                    |
| 裁判長         | 高義信                                                       |
| 扯鈴主任裁判   | 廖達勝                                                       |
| 扯鈴裁判       | 鄭昆明、 許順清、 傅秀玲、 吳高銘、 丘天佑、 王惠玉、 黃元顥 |
| 跳繩主任裁判   | 陳立國                                                       |
| 跳繩裁判       | 詹益淦、 吳劭文、 胡斐媛、 藍巧文、 廖冠棊、 鄭立群、 潘衛儂 |
| 踢毽主任裁判   | 蔡伯期                                                       |
| 踢毽裁判       | 莊川輝、 丁俊義、 黃政二、 周文杰、 魏士欽                   |
| 助理裁判       | 傅生郎、 王榮昌、 蔡獲光、 李品靚                            |

## 決賽成績列表[a 2]
| 序 | 單位   | 比賽項目                         | 姓名                                                                                         | 成績  | 備註 | 名次 | 組別   | 種類     | 日期     |
| 1  | 基隆市 | 男子組民俗體育跳繩個人賽         | 周彥丞                                                                                       | 92.25 |      | 1    | 男子組 | 民俗體育 | 10月18日 |
| 2  | 臺北市 | 男子組民俗體育跳繩個人賽         | 簡子翔                                                                                       | 91.5  |      | 2    | 男子組 | 民俗體育 | 10月18日 |
| 3  | 臺中市 | 男子組民俗體育跳繩個人賽         | 徐天一                                                                                       | 91.5  |      | 3    | 男子組 | 民俗體育 | 10月18日 |
| 4  | 臺南市 | 男子組民俗體育跳繩個人賽         | 沈武盛                                                                                       | 89.75 |      | 4    | 男子組 | 民俗體育 | 10月18日 |
| 5  | 南投縣 | 男子組民俗體育跳繩個人賽         | 陳冠丞                                                                                       | 84.75 |      | 5    | 男子組 | 民俗體育 | 10月18日 |
| 6  | 宜蘭縣 | 男子組民俗體育跳繩個人賽         | 曾博耕                                                                                       | 82.25 |      | 6    | 男子組 | 民俗體育 | 10月18日 |
| 7  | 金門縣 | 男子組民俗體育跳繩個人賽         | 何晟煒                                                                                       | 80.25 |      | 7    | 男子組 | 民俗體育 | 10月18日 |
| 8  | 臺南市 | 女子組民俗體育跳繩限時計次團體賽 | 劉盈旻 向思羽 方宥榛 廖翊均 張詠喬 劉家綺 樓盈足 陳昕妤 丁于珊 沈沄亭 林翊臻 曾紫綺 余倢儀   | 521   |      | 1    | 女子組 | 民俗體育 | 10月18日 |
| 9  | 基隆市 | 女子組民俗體育跳繩限時計次團體賽 | 陳宥蓁 雷千槿 尹齊 王妤文 石覺琳 杜昕蓁 杜明蓁 周冠儀 林孜頤 高靖婷 陳美晴 楊茵帆 謝修玥     | 516   |      | 2    | 女子組 | 民俗體育 | 10月18日 |
| 10 | 臺中市 | 女子組民俗體育跳繩限時計次團體賽 | 邱喬莉 鄭緯宸 陳暄蕙 林函孜 張筱諄 楊羽合 羅亞婷 劉宜恩 黃寶璇 黃寶潔 張渝晴 周婉婷 林子玄   | 507   |      | 3    | 女子組 | 民俗體育 | 10月18日 |
| 11 | 臺北市 | 女子組民俗體育跳繩限時計次團體賽 | 蔡萮蓉 藺郁庭 陳薇如 蔡旻彤 陳宥妤 卓巧苡 夏芷涵 李語珊 洪宜菲 張慎恩 劉又華 繆沛婕 劉品岑   | 490   |      | 4    | 女子組 | 民俗體育 | 10月18日 |
| 12 | 宜蘭縣 | 女子組民俗體育跳繩限時計次團體賽 | 韓百俞 余若瑩 何姿璇 洪子晴 洪子涵 王子芹 邱嫚婗 游承穎 李楨渝 盧家畇 賴語彤 陳孟君          | 482   |      | 5    | 女子組 | 民俗體育 | 10月18日 |
| 13 | 高雄市 | 女子組民俗體育跳繩限時計次團體賽 | 蔡羽恬 蔡雯淇 魏妤安 王翊庭 洪苡瑄 龔玉佳 吳湞菀 謝安柔 廖釪妡 洪怡儒 江晴 李欣伃 林凈伊     | 455   |      | 6    | 女子組 | 民俗體育 | 10月18日 |
| 14 | 花蓮縣 | 女子組民俗體育跳繩限時計次團體賽 | 林僅恩 王湘晨 王莉君 吳柔儀 李恩慧 李詩宜 徐韋琦 曾稚晏 林研君 林以柔 陳苡暄 陳詩玲 謝昀蒨   | 398   |      | 7    | 女子組 | 民俗體育 | 10月18日 |
| 15 | 屏東縣 | 女子組民俗體育跳繩限時計次團體賽 | 陳禹竹 張晴茜 謝沁儒 張羽馨 劉祚妘 廖姿榛 張子羿 郭恩妤 劉祚妡 葉若涵 楊芷薰 何思穎          | 387   |      | 8    | 女子組 | 民俗體育 | 10月18日 |
| 16 | 高雄市 | 男子組民俗體育跳繩限時計次團體賽 | 簡銘順 伍泓愷 李文喆 陳俊瑋 潘利森 黃品銜 張簡菱祥 蘇偉捷 吳哲廷 謝宗諺 蔡宇竣 李家丞 曾俊閎 | 568   |      | 1    | 男子組 | 民俗體育 | 10月18日 |
| 17 | 臺南市 | 男子組民俗體育跳繩限時計次團體賽 | 李昭賢 黃品文 何彥廷 黃晨瑜 莊閎丞 王聖賓 劉庭宇 周柏宇 許賢德 施程哲 黃士恩 廖信傑 張永承   | 550   |      | 2    | 男子組 | 民俗體育 | 10月18日 |
| 18 | 基隆市 | 男子組民俗體育跳繩限時計次團體賽 | 王晢名 呂則穆 巫玟槿 李承恩 周彥丞 林坤霆 許伯丞 陳定宇 劉俽睿 劉冀航 蕭丞竣 蕭廷軒 陳揚     | 542   |      | 3    | 男子組 | 民俗體育 | 10月18日 |
| 19 | 臺中市 | 男子組民俗體育跳繩限時計次團體賽 | 劉丞揚 王柏勛 詹子毅 楊侑澤 傅譯賢 林囿任 孫于翔 吳鈞澤 劉彥呈 林予新 康捷宇 陳柏志 劉軒彣   | 532   |      | 4    | 男子組 | 民俗體育 | 10月18日 |
| 20 | 宜蘭縣 | 男子組民俗體育跳繩限時計次團體賽 | 尤焌熙 黃子瓅 蕭喆睿 洪丞希 洪于哲 黃楷程 許丞斌 林惠群 葉聰哲 楊承諺 王胤恩 賴少鈞 張庭銨   | 514   |      | 5    | 男子組 | 民俗體育 | 10月18日 |
| 21 | 臺北市 | 男子組民俗體育跳繩限時計次團體賽 | 林育楷 張景翔 莊祐昇 陳澤睿 谷少峰 劉宗錡 林祈宏 陳聿賢 柯忠維 林育賢 吳冠志 張祐銨 吳欣哲   | 491   |      | 6    | 男子組 | 民俗體育 | 10月18日 |
| 22 | 屏東縣 | 男子組民俗體育跳繩限時計次團體賽 | 鄭立楷 林訓廷 陳彥慶 楊德喜 施致孝 胡祐愷 黃祥祐 盧昱任 黃裕傑 柯俊宇 吳庭碩 林秉宏 李于     | 333   |      | 7    | 男子組 | 民俗體育 | 10月18日 |
| 23 | 基隆市 | 女子組民俗體育跳繩個人賽         | 周冠儀                                                                                       | 91.75 |      | 1    | 女子組 | 民俗體育 | 10月18日 |
| 24 | 宜蘭縣 | 女子組民俗體育跳繩個人賽         | 簡靖美                                                                                       | 87.75 |      | 2    | 女子組 | 民俗體育 | 10月18日 |
| 25 | 臺中市 | 女子組民俗體育跳繩個人賽         | 陳宥瑜                                                                                       | 87.75 |      | 3    | 女子組 | 民俗體育 | 10月18日 |
| 26 | 彰化縣 | 女子組民俗體育跳繩個人賽         | 賴汶妤                                                                                       | 87.5  |      | 4    | 女子組 | 民俗體育 | 10月18日 |
| 27 | 臺南市 | 女子組民俗體育跳繩個人賽         | 沈思妤                                                                                       | 86.25 |      | 5    | 女子組 | 民俗體育 | 10月18日 |
| 28 | 南投縣 | 女子組民俗體育跳繩個人賽         | 鄧郁臻                                                                                       | 85.75 |      | 6    | 女子組 | 民俗體育 | 10月18日 |
| 29 | 苗栗縣 | 女子組民俗體育扯鈴個人賽         | 解梓翎                                                                                       | 90.6  |      | 1    | 女子組 | 民俗體育 | 10月18日 |
| 30 | 臺北市 | 女子組民俗體育扯鈴個人賽         | 林芊彤                                                                                       | 89.75 |      | 2    | 女子組 | 民俗體育 | 10月18日 |
| 31 | 臺南市 | 女子組民俗體育扯鈴個人賽         | 蔡君慧                                                                                       | 89.0  |      | 3    | 女子組 | 民俗體育 | 10月18日 |
| 32 | 桃園市 | 女子組民俗體育扯鈴個人賽         | 廖怡琇                                                                                       | 88.5  |      | 4    | 女子組 | 民俗體育 | 10月18日 |
| 33 | 高雄市 | 女子組民俗體育扯鈴個人賽         | 林貝宜                                                                                       | 87.1  |      | 5    | 女子組 | 民俗體育 | 10月18日 |
| 34 | 南投縣 | 女子組民俗體育扯鈴個人賽         | 林巧涵                                                                                       | 85.5  |      | 6    | 女子組 | 民俗體育 | 10月18日 |
| 35 | 臺北市 | 女子組民俗體育踢毽個人賽         | 吳佳芬                                                                                       | 91.25 |      | 1    | 女子組 | 民俗體育 | 10月18日 |
| 36 | 宜蘭縣 | 女子組民俗體育踢毽個人賽         | 黃茱鈺                                                                                       | 85.35 |      | 2    | 女子組 | 民俗體育 | 10月18日 |
| 37 | 新北市 | 女子組民俗體育踢毽個人賽         | 李昕潔                                                                                       | 84.15 |      | 3    | 女子組 | 民俗體育 | 10月18日 |
| 38 | 桃園市 | 女子組民俗體育踢毽個人賽         | 馮立昀                                                                                       | 70.9  |      | 4    | 女子組 | 民俗體育 | 10月18日 |
| 39 | 臺南市 | 女子組民俗體育踢毽個人賽         | 李易勳                                                                                       | 69.0  |      | 5    | 女子組 | 民俗體育 | 10月18日 |
| 40 | 臺北市 | 男子組民俗體育踢毽個人賽         | 李日升                                                                                       | 88.15 |      | 1    | 男子組 | 民俗體育 | 10月18日 |
| 41 | 宜蘭縣 | 男子組民俗體育踢毽個人賽         | 陳俊諺                                                                                       | 82.3  |      | 2    | 男子組 | 民俗體育 | 10月18日 |
| 42 | 桃園市 | 男子組民俗體育踢毽個人賽         | 林銘軒                                                                                       | 73.25 |      | 3    | 男子組 | 民俗體育 | 10月18日 |
| 43 | 新北市 | 男子組民俗體育踢毽個人賽         | 陳皓翰                                                                                       | 72.15 |      | 4    | 男子組 | 民俗體育 | 10月18日 |
| 44 | 臺南市 | 男子組民俗體育踢毽個人賽         | 姜力維                                                                                       | 69.75 |      | 5    | 男子組 | 民俗體育 | 10月18日 |
| 45 | 臺北市 | 男子組民俗體育扯鈴個人賽         | 黃士瑋                                                                                       | 95.5  |      | 1    | 男子組 | 民俗體育 | 10月18日 |
| 46 | 桃園市 | 男子組民俗體育扯鈴個人賽         | 廖昱翰                                                                                       | 94.85 |      | 2    | 男子組 | 民俗體育 | 10月18日 |
| 47 | 高雄市 | 男子組民俗體育扯鈴個人賽         | 黃宇成                                                                                       | 91.75 |      | 3    | 男子組 | 民俗體育 | 10月18日 |
| 48 | 苗栗縣 | 男子組民俗體育扯鈴個人賽         | 王旭庭                                                                                       | 91.25 |      | 4    | 男子組 | 民俗體育 | 10月18日 |
| 49 | 嘉義市 | 男子組民俗體育扯鈴個人賽         | 李俊廷                                                                                       | 89.5  |      | 5    | 男子組 | 民俗體育 | 10月18日 |
| 50 | 臺南市 | 男子組民俗體育扯鈴個人賽         | 趙昱淞                                                                                       | 88.1  |      | 6    | 男子組 | 民俗體育 | 10月18日 |
| 51 | 苗栗縣 | 女子組民俗體育扯鈴團體賽         | 李雨臻 趙雨澄 解梓翎 謝雨芹 吳念錚 洪苓茵 張宇珺 邱子秦 邱薇靜                               | 94.5  |      | 1    | 女子組 | 民俗體育 | 10月18日 |
| 52 | 臺北市 | 女子組民俗體育扯鈴團體賽         | 曾于珊 鄭佩儀 蘇鴻美 黃淑珍 簡姵薰 湯雅婷 藺郁庭 蘇鴻羚 何新妶                               | 87.5  |      | 2    | 女子組 | 民俗體育 | 10月18日 |
| 53 | 金門縣 | 女子組民俗體育扯鈴團體賽         | 翁靖淳 黃思語 陳品妤 翁苡晴 許芷綺 陳品言 陳佳葳 邱慧菱 許安晴                               | 85.25 |      | 3    | 女子組 | 民俗體育 | 10月18日 |
| 54 | 基隆市 | 女子組民俗體育扯鈴團體賽         | 吳柏婷 楊芸綺 陳可芸 潘芊羽 宋婷 游茹茜 曾品諭 陳珈嫺 陳子凌                                 | 84.35 |      | 4    | 女子組 | 民俗體育 | 10月18日 |
| 55 | 桃園市 | 女子組民俗體育扯鈴團體賽         | 吳云蓁 何紫妍 鄭羽彤 詹貽琇 李方詒 陳郁亭 詹貽如 呂芝嬅 莊巧妤                               | 84.25 |      | 5    | 女子組 | 民俗體育 | 10月18日 |
| 56 | 臺北市 | 男子組民俗體育踢毽雙人對抗賽     | 楊佳翰 温健宏 王彥凱                                                                         |       |      | 1    | 男子組 | 民俗體育 | 10月18日 |
| 57 | 新北市 | 男子組民俗體育踢毽雙人對抗賽     | 陳皓翰 徐紹軒                                                                                |       |      | 2    | 男子組 | 民俗體育 | 10月18日 |
| 58 | 宜蘭縣 | 男子組民俗體育踢毽雙人對抗賽     | 張彥鈞 黃士竑 游子恆                                                                         |       |      | 3    | 男子組 | 民俗體育 | 10月18日 |
| 59 | 臺北市 | 女子組民俗體育踢毽雙人對抗賽     | 王湛閑 黃歆 張婷雅                                                                           |       |      | 1    | 女子組 | 民俗體育 | 10月18日 |
| 60 | 新北市 | 女子組民俗體育踢毽雙人對抗賽     | 李潔宜 邱芙曼                                                                                |       |      | 2    | 女子組 | 民俗體育 | 10月18日 |
| 61 | 桃園市 | 女子組民俗體育踢毽雙人對抗賽     | 邵暐婷 陳筱涵 楊詩婷                                                                         |       |      | 3    | 女子組 | 民俗體育 | 10月18日 |
| 62 | 宜蘭縣 | 女子組民俗體育踢毽雙人對抗賽     | 蕭柔柔 李珮綺 莊佩軒                                                                         |       |      | 4    | 女子組 | 民俗體育 | 10月18日 |
| 63 | 苗栗縣 | 男子組民俗體育扯鈴團體賽         | 潘銍恩 王旭庭 謝昆霖 陳貫瑞 李聖澤 陳博強 傅聖鈞 陳家賢 郭建亨                               | 96.0  |      | 1    | 男子組 | 民俗體育 | 10月18日 |
| 64 | 臺北市 | 男子組民俗體育扯鈴團體賽         | 彭冠霖 葉東諺 黃士融 林浩羽 李承恩 李宇翔 徐恩祈 陳泓墿                                      | 94.0  |      | 2    | 男子組 | 民俗體育 | 10月18日 |
| 65 | 高雄市 | 男子組民俗體育扯鈴團體賽         | 張廷宇 林子勛 宋則毅 黃顯閎 姜鈞庭 王哲軒 吳羿呈 陳威廷                                      | 89.75 |      | 3    | 男子組 | 民俗體育 | 10月18日 |
| 66 | 基隆市 | 男子組民俗體育扯鈴團體賽         | 吳逸鞍 卓彥廷 陳元鶴 黃士倫 陳祈佑                                                           | 83.5  |      | 4    | 男子組 | 民俗體育 | 10月18日 |
| 67 | 桃園市 | 男子組民俗體育扯鈴團體賽         | 董士旻 何少鈞 王幃裕 王健丞 蔡浤宥 李長祐 李韋則 俞塵風 蘇勇達                               | 73.5  |      | 5    | 男子組 | 民俗體育 | 10月18日 |
| 68 | 花蓮縣 | 男子組民俗體育扯鈴團體賽         | 李逸恩 劉曜熙 戴恩喆 葉勝宥 徐光奕 許弘力 何彥澄 陳宏穎 張立泓                               | 73.0  |      | 6    | 男子組 | 民俗體育 | 10月18日 |
| 69 | 雲林縣 | 男子組民俗體育扯鈴團體賽         | 許銘晉 吳宗達 蔡炅霖 林意舜 王順洽 林畯璁 王柏程 王鈺豪 許懷瑾                               | 71    |      | 7    | 男子組 | 民俗體育 | 10月18日 |
| 70 | 臺南市 | 男子組民俗體育扯鈴團體賽         | 吳奕呈 吳庭瑋 黃塏崴 吳易泰 洪勝達 吳峻騏 王國豪 何杰霖                                      | 69.0  |      | 8    | 男子組 | 民俗體育 | 10月18日 |

(成績結果以中華民國109年全民運動會大會公佈為主，本成績僅供參考)

### 官方資料
1. 1 2 3  （繁體中文） (PDF). 109年全民運動會籌備處.[]
2. ↑  （繁體中文）.   [2020-10-20]. （原始内容存档于2020-10-28）.
3. ↑  （繁體中文）. 2020-10-18  [2020-10-18]. （原始内容存档于2020-10-21）.
4. ↑  （繁體中文）. 2020-10-18  [2020-10-18]. （原始内容存档于2020-10-21）.
5. ↑  （繁體中文）. 2020-10-18  [2020-10-18]. （原始内容存档于2020-10-26）.
6. ↑  （繁體中文）. 2020-10-18  [2020-10-18]. （原始内容存档于2020-10-24）.
7. ↑  （繁體中文）. 2020-10-18  [2020-10-18]. （原始内容存档于2020-10-23）.
8. ↑  （繁體中文）. 2020-10-18  [2020-10-18]. （原始内容存档于2020-10-22）.
9. ↑  （繁體中文）. 2020-10-18  [2020-10-18]. （原始内容存档于2020-10-22）.
10. ↑  （繁體中文）. 2020-10-18  [2020-10-18]. （原始内容存档于2020-10-22）.
11. ↑  （繁體中文）. 2020-10-18  [2020-10-18]. （原始内容存档于2020-10-22）.
12. ↑  （繁體中文）. 2020-10-18  [2020-10-18]. （原始内容存档于2020-10-22）.
13. ↑  （繁體中文）. 2020-10-18  [2020-10-18]. （原始内容存档于2020-10-22）.
14. ↑  （繁體中文）. 2020-10-18  [2020-10-18]. （原始内容存档于2020-10-21）.

### 新聞報導
1. ↑  . 109年全民運動會. 2020-10-16  [2020-10-16]. （原始内容存档于2020-10-23）.

## 外部連結
- （繁體中文）109年全民運動會官方網站 （页面存档备份，存于）